# Bernhard Hausmann (Kunstsammler)

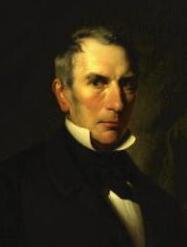
Bernhard Hausmann (1853) von Georg Bergmann (1819–1870)

David Conrad Bernhard Hausmann (* 15. Mai 1784 in Hannover; † 13. Mai 1873 ebenda) war ein Verkehrspolitiker, Fabrikant und Kunstsammler. Seine Kunstsammlung enthält Aquarelle und Zeichnungen aus Romantik und Biedermeier. Sie trägt den Namen „Andenken meiner Zeitgenossen“ und befindet sich als private Dauerleihgabe im Braunschweiger Herzog Anton Ulrich-Museum.

## Leben
David Conrad Bernhard Hausmanns Vater Bernhard Hausmann (1757–1803) und Großvater Johann Melchior (1716–1775) führten eine seit 1743 bestehende Hof-Gold- und Silberstickereifabrik. Seine Schwestern waren Marie, Sophie und Caroline.
1800 begann er eine Kaufmannslehre in einer Aachener Tuchfabrik und übernahm nach dem Tod des Vaters das Familienunternehmen, wobei er 1809 im Krameramt aufgenommen wurde.
In der napoleonischen Zeit bekleidete er diverse Ehrenämter. 1821 wurde er zum Vizewortführer und für 1824–1828 sowie 1838–1843 zum Wortführer des Bürgervorsteherkollegiums (Stadtparlament) gewählt. Als König Ernst August das Staatsgrundgesetz außer Kraft setzte, gab es Ärger mit dem Magistrat. Clausthal und Zellerfeld wählten ihn 1829 als Deputierten in die 2. Kammer des Königreichs Hannover. 1849–1855 war er Vizepräsident und vorübergehend Präsident der 1. Kammer der Ständeversammlung. Ab 1837 war er Mitglied in der Eisenbahn-Kommission, und seit Inbetriebnahme der Strecke Hannover-Lehrte 1843, für die er in London Tausende Tonnen Schienenstahl und mehrere Lokomotiven bestellt hatte, war er Mitglied der Eisenbahndirektion.
Als Bernhard Hausmann 1811 beobachtet hatte, wie ein Trödler ein altes Gemälde zu Brennholz verarbeiten wollte, kaufte er ihm das Kunstwerk ab, das sich als Altarbild der Calenberger Schlosskapelle entpuppte. In der Folge hatte er mit dem Sammeln von Kunstwerken begonnen. Sein  stattliches Haus in der Burgstraße ließ er für seine Kunstsammlung, die seit 1833 für Besucher zugänglich war, um eine Etage aufstocken. 1832 war er Mitbegründer vom Kunstverein Hannover.

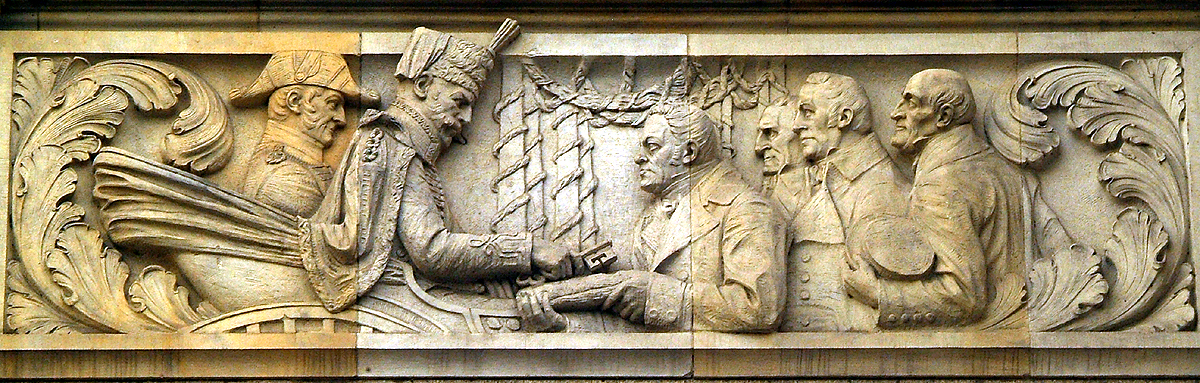
Bürgerworthalter Hausmann (zweiter von rechts), als nach dem Ende der Personalunion zwischen Großbritannien und Hannover 1837 Stadtdirektor Wilhelm Rumann dem König Ernst August symbolisch die Schlüssel der Stadt Hannover überreichte;
Relief von August Waterbeck; Teil des Geschichtsfrieses am Neuen Rathaus von Hannover

Hausmanns bedeutende Kunstsammlung befindet sich im Herzog Anton Ulrich-Museum, die seit 1996 in Form einer privaten Dauerleihgabe im Haus vorhanden ist. Sie hat den Namen „Andenken meiner Zeitgenossen“ und enthält Aquarelle und Zeichnungen aus Romantik und Biedermeier.
Bestattet ist Bernhard Hausmann auf dem Stadtfriedhof Engesohde. 1876 wurde die Hausmannstraße in Hannover nach ihm benannt.

## Veröffentlichungen
- Verzeichniss der Hausmann'schen Gemälde-Sammlung in Hannover; 1831
- Albrecht Dürer's Kupferstiche, Radirungen, Holzschnitte und Zeichnungen; 1861
- Erinnerungen aus dem achtzigjährigen Leben eines hannoverschen Bürgers, Hahn, Hannover 1873; Digitalisierte Ausgabe der Universitäts- und Landesbibliothek Düsseldorf
- Aquarelle und Zeichnungen aus Romantik und Biedermeier. Die Sammlung „Andenken meiner Zeitgenossen“ des Bernhard Hausmann (1784–1873) – Braunschweig 2005, Dr. Silke Gatenbröcker. Bestandskatalog des Herzog Anton Ulrich-Museums